# Natur des Jahres
Der Begriff Natur des Jahres umfasst mehrere jährlich zum Zwecke der Öffentlichkeitsarbeit für den Arten- und Biotopschutz nominierte Arten und Lebensräume. Dies geschieht vorwiegend in Deutschland. Seit 1971 wird der Vogel des Jahres vom DBV/NABU gekürt, um damit auf die besondere Gefährdung der Tiere und ihrer Lebensräume aufmerksam zu machen. Im Laufe der Jahre haben immer mehr Naturschutzorganisationen an den Auswahlen zur Natur des Jahres mitgewirkt. Die folgende Liste ist wahrscheinlich nicht vollständig, sie zeigt jedoch den Umfang der Öffentlichkeitsarbeit.

## Natur des Jahres in Deutschland
| Fisch des Jahres Gefährdete Nutztierrasse des Jahres, früher Haustier des Jahres Gartentier des Jahres Haustier des Jahres Höhlentier des Jahres Insekt des Jahres Libelle des Jahres Naturparktier des Jahres Reptil/Lurch des Jahres (i. d. R. im Jahreswechsel) Schmetterling des Jahres Seevogel des Jahres Spinne des Jahres (Wild)-Tier des Jahres Vogel des Jahres Weichtier des Jahres Wildbiene des Jahres Wirbelloses Tier des Jahres Zootier des Jahres | Alge des Jahres Arzneipflanze des Jahres Balkonpflanze des Jahres Baum des Jahres Blume des Jahres Gemüse des Jahres Giftpflanze des Jahres Heilpflanze des Jahres Kaktus des Jahres Kartoffel des Jahres Moos des Jahres Orchidee des Jahres Rose des Jahres Staude des Jahres Streuobstsorte des Jahres Wasserpflanze des Jahres | Pilz des Jahres Speisepilz des Jahres | Allee des Jahres Biotop des Jahres Boden des Jahres Einzeller des Jahres Flechte des Jahres Flusslandschaft des Jahres Fossil des Jahres Gestein des Jahres Gewässertyp des Jahres Heimlichtuer des Jahres Landschaft des Jahres Mikrobe des Jahres Mineral des Jahres Versuchstier des Jahres Waldgebiet des Jahres |

## Natur des Jahres in Österreich
| Fisch des Jahres Fledermaus des Jahres Insekt des Jahres Nutztier des Jahres Reptil/Lurch des Jahres Tier des Jahres Vogel des Jahres Weichtier des Jahres | Arzneipflanze des Jahres Baum des Jahres Moos des Jahres Streuobstsorte des Jahres | Pilz des Jahres | Alien des Jahres Einzeller des Jahres Flechte des Jahres Mineral des Jahres |

## Natur des Jahres in der Schweiz
| Fisch des Jahres Höhlentier des Jahres Insekt des Jahres Tier des Jahres Vogel des Jahres Streuobstsorte des Jahres Landschaft des Jahres |

## Natur des Jahres international
Bambus des Jahres
Bedrohter See des Jahres
Europäischer Baum des Jahres

Landschaft des Jahres
Rose des Jahres (Großbritannien)
Vogel des Jahres (international)

## Jahresübersicht Deutschland
Die folgenden Tabellen geben einen Jahresüberblick für Deutschland seit 1971 bis heute.

### Vogel, Blume, Nutztierrasse, Fisch, Biotop, Baum, Orchidee, Landschaft, Heilpflanze, Arzneipflanze
| Jahr | Vogel              | Blume                       | Nutztierrasse                                                                                | Fisch                          | Biotop                               | Baum                     | Orchidee                         | Landschaft         | Heilpflanze                                      | Arzneipflanze            |
| ---- | ------------------ | --------------------------- | -------------------------------------------------------------------------------------------- | ------------------------------ | ------------------------------------ | ------------------------ | -------------------------------- | ------------------ | ------------------------------------------------ | ------------------------ |
| 1971 | Wanderfalke        |                             |                                                                                              |                                |                                      |                          |                                  |                    |                                                  |                          |
| 1972 | Steinkauz          |                             |                                                                                              |                                |                                      |                          |                                  |                    |                                                  |                          |
| 1973 | Eisvogel           |                             |                                                                                              |                                |                                      |                          |                                  |                    |                                                  |                          |
| 1974 | Mehlschwalbe       |                             |                                                                                              |                                |                                      |                          |                                  |                    |                                                  |                          |
| 1975 | Goldregenpfeifer   |                             |                                                                                              |                                |                                      |                          |                                  |                    |                                                  |                          |
| 1976 | Wiedehopf (1.)     |                             |                                                                                              |                                |                                      |                          |                                  |                    |                                                  |                          |
| 1977 | Schleiereule       |                             |                                                                                              |                                |                                      |                          |                                  |                    |                                                  |                          |
| 1978 | Kranich            |                             |                                                                                              |                                |                                      |                          |                                  |                    |                                                  |                          |
| 1979 | Rauchschwalbe      |                             |                                                                                              |                                |                                      |                          |                                  |                    |                                                  |                          |
| 1980 | Birkhuhn           | Lungen-Enzian               |                                                                                              |                                |                                      |                          |                                  |                    |                                                  |                          |
| 1981 | Schwarzspecht      | Gelbe Narzisse              |                                                                                              |                                |                                      |                          |                                  |                    |                                                  |                          |
| 1982 | Großer Brachvogel  | Rotes Waldvöglein           |                                                                                              |                                |                                      |                          |                                  |                    |                                                  |                          |
| 1983 | Uferschwalbe       | Wilde Tulpe                 |                                                                                              |                                |                                      |                          |                                  |                    |                                                  |                          |
| 1984 | Weißstorch (1.)    | Sommer- Adonisröschen       | Kärntner Brillenschaf                                                                        | Bachschmerle                   |                                      |                          |                                  |                    |                                                  |                          |
| 1985 | Neuntöter          | Wald-Akelei                 |                                                                                              | Bitterling (1.)                |                                      |                          |                                  |                    |                                                  |                          |
| 1986 | Saatkrähe          | Arnika                      | Murnau-Werdenfelser-Rind (1.)                                                                | Schneider                      |                                      |                          |                                  |                    |                                                  |                          |
| 1987 | Braunkehlchen (1.) | Stranddistel                | Schwäbisch-Hällisches Landschwein                                                            | Europäischer Schlamm- peitzger |                                      |                          |                                  |                    |                                                  | Echte Kamille            |
| 1988 | Wendehals          | Drachenwurz (Sumpf-Calla)   | Schleswiger Kaltblut (1.)                                                                    | Bachneunauge und Flussneunauge | Obstwiese                            |                          |                                  |                    |                                                  | Zitronenmelisse          |
| 1989 | Teichrohrsänger    | Kartäusernelke              | Waldschaf                                                                                    | Groppe (1.)                    | Waldrand und Waldwiese               | Stieleiche               | Breitblättriges Knabenkraut (1.) | Bodensee- Region   |                                                  | Knoblauch                |
| 1990 | Pirol              | Berg- Sandglöckchen         | Angler Sattelschwein                                                                         | Bachforelle (1.)               | Röhricht                             | Rotbuche (1.)            | Pyramiden- Hundswurz             | Neusiedler See     | Weißdorne                                        | –                        |
| 1991 | Rebhuhn            | Rosmarinheide               | Rhönschaf                                                                                    | Elritze                        | Magerrasen                           | Sommerlinde              | Kleines Knabenkraut              | Eifel/Ardennen     | –                                                | –                        |
| 1992 | Rotkehlchen (1.)   | Rundblättriger Sonnentau    | Hinterwälder-Rind                                                                            | Atlantischer Lachs (1.)        | Quelle                               | Bergulme                 | Großes Zweiblatt                 | Eifel/Ardennen     | –                                                | –                        |
| 1993 | Flussregenpfeifer  | Schachblume                 | Thüringer Waldziege                                                                          | Kabeljau (1.)                  | Feldholzinsel                        | Speierling               | Helm- Knabenkraut                | Untere Oder        | Spitzwegerich                                    | –                        |
| 1994 | Weißstorch (2.)    | Breitblättriges Knabenkraut | Westfälischer Totleger, Diepholzer Gans, Pommernente                                         | Nase                           | Wegrand                              | Europäische Eibe         | Sumpf- Glanzkraut                | Untere Oder        | Huflattich                                       | –                        |
| 1995 | Nachtigall         | Trollblume                  | Buntes Bentheimer Schwein                                                                    | Europäischer Aal (1.)          | Buchenwald                           | Spitzahorn               | Bienen-Ragwurz                   | Alpen              | Echtes Johanniskraut                             | –                        |
| 1996 | Kiebitz (1.)       | Gewöhnliche Kuhschelle      | Schleswiger Kaltblut (2.)                                                                    | Meerforelle                    | Bach                                 | Hainbuche                | Gelber Frauenschuh               | Alpen              | Große Brennnessel (1.)                           | –                        |
| 1997 | Buntspecht         | Silberdistel                | Rotes Höhenvieh                                                                              | Europäische Äsche              | Bach                                 | Eberesche                | Wanzen- Knabenkraut              | Maas               | Acker- Schachtelhalm                             | –                        |
| 1998 | Feldlerche (1.)    | Krebsschere                 | Weiße gehörnte Heidschnucke, Altdeutscher Hütehund                                           | Strömer                        | Obstwiese                            | Wildbirne                | Sumpf- Stendelwurz               | Maas               | Echter Salbei                                    | –                        |
| 1999 | Goldammer          | Sumpfdotterblume            | Wollschwein (1.)                                                                             | Nordsee- schnäpel              | Obstwiese                            | Silber-Weide             | Bocks- Riemenzunge               | Böhmerwald         | Königskerze                                      | Buchweizen               |
| 2000 | Rotmilan           | Pupurblauer Steinsame       | Rottaler Pferd                                                                               | Atlantischer Lachs (2.)        | Fluss                                | Sandbirke                | Rotes Waldvöglein                | Böhmerwald         | Rosmarin                                         | –                        |
| 2001 | Haubentaucher      | Blutroter Storchschnabel    | Bayerische Landgans, Bergischer Kräher, Bergischer Schlotterkamm, Krüper                     | Europäischer Stör (1.)         | Fluss                                | Esche                    | Herbst-Drehwurz                  | Das alte Flandern  | Thymian                                          | Arnika                   |
| 2002 | Haussperling       | Hain-Veilchen               | Angler Rind alter Zuchtrichtung                                                              | Quappe                         | Garten                               | Wacholder                | Vogel-Nestwurz                   | Das alte Flandern  | Echte Kamille                                    | Stechender Mäusedorn     |
| 2003 | Mauersegler        | Kornrade                    | Groß- u. Mittelspitz und Deutscher Pinscher                                                  | Barbe                          | Garten                               | Schwarz-Erle             | Fliegen-Ragwurz                  | Lebuser Land       | Misteln / Echter Salbei                          | Artischocke              |
| 2004 | Zaunkönig          | Alpenglöckchen              | Leutstettener Pferd, Dunkle Biene                                                            | Maifisch                       | Viehweide                            | Weiß-Tanne               | Grüne Hohlzunge                  | Lebuser Land       | Gemeine Schafgarbe / Echtes Tausend- güldenkraut | Pfefferminze             |
| 2005 | Uhu                | Großer Klappertopf          | Bentheimer Landschaf                                                                         | Bachforelle (2.)               | Viehweide                            | Gewöhnliche Rosskastanie | Brand- Knabenkraut               | Jura               | Gemeiner Lein                                    | Gartenkürbis             |
| 2006 | Kleiber            | Wiesenschaum- kraut         | Deutsches Sattelschwein                                                                      | Groppe (2.)                    | –                                    | Schwarz-Pappel           | Breitblättrige Stendelwurz       | Jura               | Zitronenmelisse                                  | Echter Thymian           |
| 2007 | Turmfalke          | Bach-Nelkenwurz             | Murnau-Werdenfelser-Rind (2.)                                                                | Schleie                        | –                                    | Waldkiefer               | Gewöhnliches Kohlröschen         | Donaudelta         | Duftveilchen                                     | Echter Hopfen            |
| 2008 | Kuckuck            | Nickende Distel             | Bronzepute                                                                                   | Bitterling (2.)                | –                                    | Echte Walnuss            | Übersehenes Knabenkraut          | Donaudelta         | Echter Lavendel                                  | Gewöhnliche Rosskastanie |
| 2009 | Eisvogel           | Gemeine Wegwarte            | Alpines Steinschaf                                                                           | Europäischer Aal (2.)          | –                                    | Berg-Ahorn               | Männliches Knabenkraut           | Donaudelta         | Ringelblume                                      | Fenchel                  |
| 2010 | Kormoran           | Sibirische Schwertlilie     | Meißner Widderkaninchen                                                                      | Karausche                      | Blütenhang                           | Vogel-Kirsche            | Gelber Frauenschuh               | Slowakischer Karst | Gewürznelke                                      | Gemeiner Efeu            |
| 2011 | Gartenrotschwanz   | Moorlilie                   | Limpurger Rind                                                                               | Äsche                          | Blumenwiese                          | Elsbeere                 | Zweiblättrige Waldhyazinthe      | Slowakischer Karst | Rosmarin                                         | Passionsblume            |
| 2012 | Dohle              | Heide-Nelke                 | Deutscher Sperber                                                                            | Neunaugen                      | Totholz                              | Europäische Lärche       | Blasses Knabenkraut              | –                  | Koloquinte                                       | Süßhölzer                |
| 2013 | Bekassine          | Leberblümchen               | Leineschaf                                                                                   | Forelle                        | –                                    | Holzapfel                | Purpur-Knabenkraut               | Oberrhein          | Damaszener-Rose                                  | Kapuzinerkresse          |
| 2014 | Grünspecht         | Schwanenblume               | Dülmener                                                                                     | Europäischer Stör (2.)         | –                                    | Traubeneiche             | Blattloser Widerbart             | Oberrhein          | Anis                                             | Spitzwegerich            |
| 2015 | Habicht            | Gewöhnlicher Teufelsabbiss  | Deutsches Karakul                                                                            | Huchen                         | Alte Bäume                           | Feldahorn                | Fleischfarbene Knabenkraut       | –                  | Zwiebel                                          | Echtes Johanniskraut     |
| 2016 | Stieglitz          | Echte Schlüsselblume        | Regionale Rinderrassen: Original Braunvieh, Glanrind, Deutsches Schwarzbuntes Niederungsrind | Hecht                          | Trockenmauer                         | Winterlinde              | Sommer-Drehwurz                  | –                  | Kubeben-Pfeffer                                  | Echter Kümmel            |
| 2017 | Waldkauz           | Klatschmohn                 | Eindrucksvolle Entenrassen: Deutsche Pekingente, Orpingtonente, Warzenente                   | Flunder                        | Brache                               | Gemeine Fichte           | Weißes Waldvöglein               | –                  | Gänseblümchen                                    | Saat-Hafer               |
| 2018 | Star               | Langblättriger Ehrenpreis   | Altwürttemberger Pferd                                                                       | Dreistachliger Stichling       | Saum                                 | Ess-Kastanie             | Torfmoos-Knabenkraut             | Senegal/Gambia     | Ingwer                                           | Gewöhnlicher Andorn      |
| 2019 | Feldlerche (2.)    | Besenheide                  | Rotes, Blondes und Schwalbenbäuchiges Wollschwein (2.)                                       | Atlantischer Lachs             | Arten- und strukturreicher Naturwald | Flatter-Ulme             | Dreizähniges Knabenkraut         | Senegal/Gambia     | Echtes Johanniskraut                             | Weißdorn                 |
| 2020 | Turteltaube        | Fieberklee                  | Duo Pustertaler Schecken/Westerwälder Kuhhund                                                | Nase                           | Artenreiche Allee                    | Gewöhnliche Robinie      | Breitblättriges Knabenkraut (2.) |                    | Gemeine Wegwarte                                 | Echter Lavendel          |
| 2021 | Rotkehlchen (2.)   | Großer Wiesenknopf          | Duo Pustertaler Schecken/Westerwälder Kuhhund                                                | Atlantischer Hering            | –                                    | Europäische Stechpalme   | Kriechendes Netzblatt            |                    | Meerrettich                                      | Myrrhenbaum              |
| 2022 | Wiedehopf (2.)     | Vierblättrige Einbeere      | Walachenschaf                                                                                | Atlantischer Hering            | Naturgarten                          | Rotbuche (2.)            | Braunrote Stendelwurz            |                    | Brennnessel (2.)                                 | Mönchspfeffer            |
| 2023 | Braunkehlchen (2.) | Kleine Braunelle            | Walachenschaf                                                                                | Flussbarsch                    |                                      | Moor-Birke               | Kleines Zweiblatt                |                    | Weinrebe                                         | Echter Salbei            |
| 2024 | Kiebitz (2.)       | Strand-Grasnelke            | Angorakaninchen, Luxkaninchen, Marderkaninchen                                               | Atlantischer Kabeljau (2.)     |                                      | Echte Mehlbeere          | Mücken-Händelwurz                |                    | Schwarzer Holunder                               | Blutwurz                 |
| 2025 | Hausrotschwanz     | Sumpf-Blutauge              | Gelbvieh                                                                                     | Europäischer Aal (3.)          |                                      | Amerikanische Roteiche   | Grünliche Waldhyazinthe          |                    | Sommerlinde und Winterlinde                      | Gemeine Schafgarbe       |

### (Wild-)Tier, Pilz, Streuobstsorte (Baden-Württemberg), Gemüse, Insekt, Spinne, Staude, Flusslandschaft, Wirbelloses Tier
| Jahr | (Wild-)Tier              | Pilz                          | Streuobstsorte (Baden-Württemberg) | Gemüse                              | Insekt                         | Spinne                        | Staude                                           | Flusslandschaft | Wirbelloses Tier      |
| ---- | ------------------------ | ----------------------------- | ---------------------------------- | ----------------------------------- | ------------------------------ | ----------------------------- | ------------------------------------------------ | --------------- | --------------------- |
| 1992 | Fledermaus               |                               |                                    |                                     |                                |                               |                                                  |                 |                       |
| 1993 | Wildkatze                |                               |                                    |                                     |                                |                               |                                                  |                 |                       |
| 1994 | Rotwild (1.)             | Eichenrotkappe                |                                    |                                     |                                |                               |                                                  |                 |                       |
| 1995 | Apollofalter             | Zunderschwamm                 |                                    |                                     |                                |                               |                                                  |                 |                       |
| 1996 | Feldhamster (1.)         | Habichtspilz                  |                                    |                                     |                                |                               |                                                  |                 |                       |
| 1997 | Alpensteinbock           | Frauen-Täubling               |                                    |                                     |                                |                               |                                                  |                 |                       |
| 1998 | Unke                     | Schweinsohr                   | Jakob Fischer                      |                                     |                                |                               |                                                  |                 |                       |
| 1999 | Fischotter (1.)          | Satans-Röhrling               | Karcherbirne                       | Puffbohne                           | Gemeine Florfliege             |                               |                                                  |                 |                       |
| 2000 | Äskulapnatter            | Königs-Fliegenpilz            | Dolleseppler                       | Gartenmelde                         | Goldglänzender Rosenkäfer      | Wasserspinne                  | Fetthenne                                        | Gottleuba       |                       |
| 2001 | Feldhase (1.)            | Mäandertrüffel                | Rote Sternrenette                  | Tomate                              | Plattbauchlibelle              | Wespenspinne                  | Glockenblume                                     | Gottleuba       | Kellerassel           |
| 2002 | Rotwild (2.)             | Orangefuchsiger Raukopf       | Sülibirne                          | Flaschenkürbis                      | Zitronenfalter                 | Listspinne                    | Astern                                           | Ilz             | Bachflohkrebs         |
| 2003 | Wolf                     | Papageigrüner Saftling        | Dattelzwetschge                    | Kartoffel                           | Feldgrille                     | Große Zitterspinne            | Salbei                                           | Ilz             | Gemeiner Steinläufer  |
| 2004 | Siebenschläfer           | Echter Hausschwamm            | Luikenapfel                        | Gartenbohne                         | Hainschwebfliege               | Grüne Huschspinne             | Storchschnäbel                                   | Havel           | Regenwurm             |
| 2005 | Braunbär                 | Wetterstern                   | Palmischbirne                      | Wegwarten (Zichorie)                | Steinhummel                    | Zebraspring- spinne           | Windröschen                                      | Havel           | Blutegel              |
| 2006 | Seehund                  | Ästiger Stachelbart           | Danziger Kantapfel                 | Gemüsekohl                          | Siebenpunkt- Marienkäfer       | Veränderliche Krabbenspinne   | Flammenblumen                                    | Schwarza        | Gerandeter Saftkugler |
| 2007 | Elch                     | Puppen-Kernkeule              | Unterländer Kirsche                | Gartensalat                         | Ritterwanze                    | Flussufer- wolfspinne         | Ehrenpreis                                       | Schwarza        | Zecke                 |
| 2008 | Wisent                   | Bronze-Röhrling               | Wilde Eierbirne                    | Gartensalat                         | Esparsetten- Widderchen        | Große Winkelspinne            | Sonnenbraut                                      | Nette           |                       |
| 2009 | Braunbrustigel (1.)      | Blauer Rindenpilz             | Esslinger Scheckenkirsche          | Erbse                               | Gemeine Blutzikade             | Dreieckspinne                 | Funkie                                           | Nette           |                       |
| 2010 | Dachs                    | Schleiereule                  | Kleiner Fleiner                    | Erbse                               | Ameisenlöwe                    | Gartenkreuzspinne             | Katzenminzen                                     | Emscher         |                       |
| 2011 | Luchs                    | Roter Gitterling              | Herzogin Elsa                      | Pastinake                           | Große Kerbameise               | Gemeine Labyrinthspinne       | Fetthenne (Sedum)                                | Emscher         |                       |
| 2012 | Gämse                    | Graue Kraterelle              | Rosenapfel vom Schönbuch           | Pastinake                           | Hirschkäfer                    | Höhlenradnetzspinne           | Knöterich (Polygonum u. a.)                      | Helme           |                       |
| 2013 | Mauswiesel               | Braungrüner Zärtling          | Paulsbirne                         | Gattung Allium (Lauch und Zwiebeln) | Gebänderte Flussköcherfliege   | Gemeine Tapezierspinne        | Wolfsmilch (Euphorbia)                           | Helme           |                       |
| 2014 | Wisent                   | Gemeiner Tiegelteuerling      | Französische Goldrenette           | Gattung Allium (Lauch und Zwiebeln) | Goldschildfliege               | Gemeine Baldachinspinne       | Elfenblume                                       | Argen           |                       |
| 2015 | Feldhase (2.)            | Becherkoralle                 | Benjaminler                        | Chili + Paprika                     | Silbergrüner Bläuling          | Vierfleck-Zartspinne          | Segge                                            | Argen           |                       |
| 2016 | Feldhamster (2.)         | Lilastieliger Rötelritterling | Ulmer Butterbirne                  | Chili + Paprika                     | Dunkelbrauner Kugelspringer    | Konusspinne                   | Schwertlilien                                    | Trave           |                       |
| 2017 | Haselmaus                | Judasohr                      | Sonnenwirtsapfel                   | Steckrübe                           | Europäische Gottesanbeterin    | Spaltenkreuzspinne            | Bergenien                                        | Trave           |                       |
| 2018 | Europäische Wildkatze    | Wiesen-Champignon             | Knausbirne                         | Steckrübe                           | Gemeine Skorpionsfliege        | Fettspinne                    | Taglilien                                        | Lippe           |                       |
| 2019 | Reh                      | Grüner Knollenblätterpilz     | Öhringer Blutstreifling            | Gurke                               | Rostrote Mauerbiene            | Ameisenspringspinne           | Disteln                                          | Lippe           |                       |
| 2020 | Maulwurf                 | Gemeine Stinkmorchel          | Gelbe Wadelbirne                   | Gurke                               | Schwarzblauer Ölkäfer          | Gerandete Jagdspinne          | Edle Disteln (Gold- und Kugeldisteln, Mannstreu) | Weiße Elster    |                       |
| 2021 | Fischotter (2.)          | Grünling                      | Purpurroter Zwiebelapfel           | Mais                                | Dänische Eintagsfliege         | Zweihöcker-Spinnenfresser     | Schafgarbe                                       | Weiße Elster    |                       |
| 2022 | Gewöhnlicher Schweinswal | Fliegenpilz                   | Ersinger Frühzwetschge             | Mais                                | Schwarzhalsige Kamelhalsfliege | Trommelwolf                   | Zwergschilf                                      | Weiße Elster    |                       |
| 2023 | Gartenschläfer           | Sumpf-Haubenpilz              | Börtlinger Weinapfel               | Rote Bete                           | Landkärtchen                   | Ammen-Dornfinger              | Indianernessel                                   | Weiße Elster    |                       |
| 2024 | Braunbrustigel (2.)      | Schopf-Tintling               | Bühler Frühzwetschge               | Rote Bete                           | Stierkäfer                     | Gefleckte Höhlenspinne        | Blutweiderich                                    | Stepenitz       |                       |
| 2025 | Alpenschneehase          | Amethystfarbene Wiesenkoralle | Böblinger Straßenapfel             | Blattkohl                           | Holzwespen-Schlupfwespe        | Gewöhnliche Fischernetzspinne | Kaukasus-Vergissmeinnicht                        | Stepenitz       |                       |
| 2026 |                          |                               |                                    | Blattkohl                           |                                |                               |                                                  |                 |                       |

### Schmetterling, Wasserpflanze, Weichtier, Flechte, Moos, Giftpflanze, Boden, Reptil/Lurch, Einzeller, Gestein
| Jahr | Schmetterling                 | Wasserpflanze                  | Weichtier                      | Flechte                       | Moos                                | Giftpflanze          | Boden                  | Reptil/Lurch                 | Einzeller                       | Gestein                 |
| ---- | ----------------------------- | ------------------------------ | ------------------------------ | ----------------------------- | ----------------------------------- | -------------------- | ---------------------- | ---------------------------- | ------------------------------- | ----------------------- |
| 2003 | Graubindiger Mohrenfalter     | Krebsschere                    | Bauchige Windelschnecke        |                               |                                     |                      |                        |                              |                                 |                         |
| 2004 | Aurorafalter                  | Südlicher Wasserschlauch       | Gemeine Kahnschnecke           | Gewöhnliche Gelbflechte       |                                     |                      |                        |                              |                                 |                         |
| 2005 | Ockerbindiger Samtfalter      | Vielstachelige Armleuchteralge | Tigerschnegel                  | Grubige Bartflechte           | Silbermoos                          | Blauer Eisenhut      | Schwarzerde            |                              |                                 |                         |
| 2006 | Schwalbenschwanz              | Europäische Seekanne           | Gemeine Flussmuschel           | Caperatflechte                | Quellmoos                           | Pfaffenhütchen       | Fahlerde               | Waldeidechse                 |                                 |                         |
| 2007 | Landkärtchen                  | Großes Nixenkraut              | Maskenschnecke                 | Isländisches Moos             | Polster- Kissenmoos                 | Roter Fingerhut      | Podsol                 | Knoblauchkröte               | Pantoffeltierchen               | Granit                  |
| 2008 | Argusbläuling                 | Gemeiner Schwimmfarn           | Mäuseöhrchen                   | Wolfsflechte                  | Hübsches Goldhaarmoos               | Herkulesstaude       | Braunerde              | Europäischer Laubfrosch      | –                               | Sandstein               |
| 2009 | Tagpfauenauge                 | Durchwachsenes Laichkraut      | Husmanns Brunnenschnecke       | Echte Rentierflechte          | Gemeines Weißmoos                   | Tabak                | Kalkmarsch             | Würfelnatter                 | Tetrahymena                     | Basalt                  |
| 2010 | Schönbär                      | –                              | Gemeine Schließmundschnecke    | Rosa Köpfchenflechte          | Goldenes Frauenhaarmoos             | Herbstzeitlose       | Stadtböden             | Teichmolch                   | Augentierchen                   | Kalkstein               |
| 2011 | Großer Schillerfalter         | Wassernuss                     | Zierliche Tellerschnecke       | Gewöhnliche Feuerflechte      | Tännchenmoos                        | Eibe                 | Vega                   | Mauereidechse                | Dictyostelium                   | Tuff                    |
| 2012 | Kleines Nachtpfauenauge       | Gewöhnlicher Wasserhahnenfuß   | Schlanke Bernsteinschnecke     | Echte Lungenflechte           | Grünes Koboldmoos                   | Gemeiner Goldregen   | Moorboden              | Erdkröte                     | Acanthamoeba                    | Quarzit                 |
| 2013 | Braunfleckiger Perlmuttfalter | Igelschlauch                   | Europäische Auster             | Peltigera didactyla           | Brunnenlebermoos                    | Kirschlorbeer        | Plaggenesch            | Schlingnatter                | Actinophrys                     | Kaolin                  |
| 2014 | Wolfsmilchschwärmer           | Australischer Kleefarn         | Knoblauch-Glanzschnecke        | Landkartenflechte             | Wimpern-Hedwigsmoos                 | Maiglöckchen         | Weinbergsböden         | Gelbbauchunke                | Trompetentierchen               | Phonolith               |
| 2015 | Rotes Ordensband              | Südlicher Wasserschlauch       | Mantelschnecke                 | Gelbfrüchtige Schwefelflechte | Leuchtmoos                          | Rittersporn          | Pseudogley             | Europäische Sumpfschildkröte | Vampiramöben                    | Gneis                   |
| 2016 | Stachelbeerspanner            | Flutender Wasserhahnenfuß      | Große Erbsenmuschel            | Heideflechte                  | Mittleres Torfmoos                  | Kalifornischer Mohn  | Grundwasserboden       | Feuersalamander              | Trichomonas vaginalis           | Sand                    |
| 2017 | Goldene Acht                  | Weiße Seerose                  | Schöne Landdeckelschnecke      | Hepps Schönfleck              | Weiches Kammmoos                    | Tränendes Herz       | Gartenboden            | Blindschleiche               | Diaphanoeca grandis             | Diabas                  |
| 2018 | Großer Fuchs                  | Stern-Armleuchteralge          | Neptunschnecke                 | Fransen-Nabelflechte          | Echtes Apfelmoos                    | Wunderbaum           | Alpiner Felshumusboden | Grasfrosch                   | Tintinnen                       | Steinkohle              |
| 2019 | Schachbrett                   | Europäischer Froschbiss        | Heideschnecke                  | Breitlappige Schüsselflechte  | Einseitwendiges Verstecktfruchtmoos | Aronstab             | Kippenboden            | Bergmolch                    | Nuclearia                       | Schiefer                |
| 2020 | Grüner Zipfelfalter           | Echter Seeball                 | Gefleckte Schüsselschnecke     | Finger-Scharlachflechte       | Schönes Federchenmoos               | Schwarze Tollkirsche | Watt                   | Zauneidechse                 | Dinophysis acuta                | Andesit                 |
| 2021 | Brauner Bär                   | Wasserfeder                    | Gewöhnlicher Tintenfisch       | Mauerflechte                  | Sparriges Kranzmoos                 | Schlafmohn           | Lössboden              | Zauneidechse                 | Physarum polycephalum           | Andesit                 |
| 2022 | Kaisermantel                  | Hornblättrige Armleuchteralge  | Bayerische Zwergdeckelschnecke | Zähe Leimflechte              | Sparriges Kleingabelzahnmoos        | Kartoffel            | Pelosol                | Wechselkröte                 | Blastocystis                    | Gips- und Anhydritstein |
| 2023 | Ampfer-Grünwidderchen         | Europäischer Strandling        | Bierschnegel                   | Falsche Rentierflechte        | Geneigtes Spiralzahnmoos            | Petersilie           | Ackerboden             | Kleiner Wasserfrosch         | Koloniebildendes Wimpertierchen | Grauwacke               |
| 2024 | Mosel-Apollofalter            | Quellmoos                      | Flussperlmuschel               | Normandina pulchella          | Antitrichia curtipendula            | Blauregen            | Waldboden              | Kreuzotter                   | Cafeteria                       | Suevit                  |
| 2025 | Spanische Flagge              |                                |                                | Wasser-Hautflechte            | Filziges Haarkelchmoos              | Cashewbaum           | Rendzina               | Moorfrosch                   | Coleps                          | Ton                     |

### Fossil, Kaktus, Höhlentier, Libelle, Wildbiene, Mikrobe, Speisepilz, Zootier, Heimtier
| Jahr | Fossil                                           | Kaktus                                            | Höhlentier                  | Libelle                 | Wildbiene                      | Mikrobe                               | Speisepilz                      | Zootier              | Heimtier           |
| ---- | ------------------------------------------------ | ------------------------------------------------- | --------------------------- | ----------------------- | ------------------------------ | ------------------------------------- | ------------------------------- | -------------------- | ------------------ |
| 2008 | Lectotyp von Parapuzosia seppenradensis          | Goldkugelkaktus Echinocactus grusonii             |                             |                         |                                |                                       |                                 |                      |                    |
| 2009 | Holotyp von Juravenator starki                   | Königin der Nacht Selenicereus grandiflorus       | Höhlenflohkrebse            |                         |                                |                                       |                                 |                      |                    |
| 2010 | Arthropitys bistriata                            | Bauernkaktus Echinopsis eyriesii                  | Zackeneule                  |                         |                                |                                       |                                 |                      |                    |
| 2011 | Orthacanthus (Lebachacanthus) senckenbergianus   | Blattkaktus Epicactus                             | Großes Mausohr              | Feuerlibelle            |                                |                                       |                                 |                      |                    |
| 2012 | Giraffatitan brancai                             | Seeigelkaktus Astrophytum asterias                | Höhlenradnetzspinne         | Blaugrüne Mosaikjungfer |                                |                                       |                                 |                      |                    |
| 2013 | „Gomphotherium von Gweng“                        | Silberkerzenkaktus Cleistocactus strausii         | Höhlenpilzmücke             | Speer-Azurjungfer       | Zweifarbige Schneckenhausbiene |                                       |                                 |                      |                    |
| 2014 | Seirocrinus subangularis                         | Weihnachtskaktus Schlumbergera truncata           | Höhlenwasserassel           | Kleine Moosjungfer      | Große Wollbiene                | Nostoc                                |                                 |                      |                    |
| 2015 | Arthropleura armata                              | Muttertagskaktus Mammillaria crinita              | Keller-Glanzschnecke        | Gefleckte Heidelibelle  | Zaunrüben-Sandbiene            | Rhizobium                             |                                 |                      |                    |
| 2016 | Leptolepides sprattiformis                       | Discocactus horstii                               | Höhlenlangbein              | Gemeine Binsenjungfer   | Waldhummel                     | Streptomyces                          | Maronen-Röhrling                | Leopard              |                    |
| 2017 | Pycnodonte vesiculare                            | Carnegiea gigantea                                | Vierfleckhöhlenschlupfwespe | Gemeine Keiljungfer     | Knautien-Sandbiene             | Halobacterium salinarum               | Gemeiner Riesenschirmling       | Kakadu               |                    |
| 2018 | Lepidodendron                                    | Erdnusskaktus Echinopsis chamaecereus             | Schwarzer Schnurfüßer       | Zwerglibelle            | Gelbbindige Furchenbiene       | Lactobacillus                         | Flockenstieliger Hexen-Röhrling | Scharnierschildkröte |                    |
| 2019 | Encrinus liliiformis                             | Feigenkaktus Opuntia ficus-indica                 | Gemeine Höhlenstelzmücke    | Schwarze Heidelibelle   | Senf-Blauschillersandbiene     | Magnetospirillum                      | Pfifferling                     | Gibbons              |                    |
| 2020 | „Eichstätter Exemplar“ des Archaeopteryx         | Zaunkaktus Pachycereus marginatus                 | Mauerassel                  | Speer-Azurjungfer       | Auen-Schenkelbiene             | Myxococcus xanthus                    | Edel-Reizker                    | Beo                  |                    |
| 2021 | Holotyp von Scaphognathus crassirostris          | Hylocereus undatus                                | Höhlen-Raubkäfer            | Wanderlibelle           | Mai-Langhornbiene              | Methanothermobacter                   | Gold-Röhrling                   | Krokodile            |                    |
| 2022 | Neoflabellina reticulata                         | Teddybärkaktus Cylindropuntia bigelovii           | Kleine Hufeisennase         | Kleine Pechlibelle      | Rainfarn-Maskenbiene           | Saccharomyces cerevisiae „Bäckerhefe“ |                                 | Pustelschweine       |                    |
| 2023 | Medullosa stellata (und Alethopteris schneideri) | Erdbeerkaktus Gymnocalycium friedrichii ‘Hibotan’ | Feuersalamander             | Alpen-Smaragdlibelle    | Frühlings-Seidenbiene          | Bacillus subtilis                     |                                 | Ara                  | Bartagame          |
| 2024 | Tambia spiralis                                  | Peitschenkaktus Aporocactus flagelliformis        | Gefleckte Höhlenspinne      | Mond-Azurjungfer        | Große Holzbiene                | Electronema                           |                                 | Gecko                | Zebra-Harnischwels |
| 2025 | Fayolia sterzeliana                              | Der Kriechende Teufel Stenocereus eruca           | Olivbrauner Höhlenspanner   | Gebänderte Heidelibelle | Garten-Blattschneiderbiene     | Corynebacterium glutamicum            |                                 | Gürteltier           | Farbratte          |